# Bouygues Immobilier
 (janvier 2022).
Pour les articles homonymes, voir Bouygues (homonymie).
Bouygues Immobilier est la société de promotion immobilière du groupe Bouygues. Développeur-opérateur urbain, Bouygues Immobilier met en œuvre des projets de logements, d’immeubles de bureaux, de commerces et d’aménagement de quartiers.

## Activité
Bouygues Immobilier développe, sur plus de 250 villes, des projets de : 
- Logements (sociaux, abordables, intermédiaires, maisons individuelles, résidences étudiantes et séniors…);
- Immobilier d'entreprise;
- Aménagement urbain (avec UrbanEra pour les grands projets);
- Commerces et services (WOJO pour le coworking, Les Jardins d'Arcadie pour les résidences services seniors, etc.);

## Histoire

Ancien logo.

- 1956 : L’Entreprise Francis Bouygues crée Stim (Société de technique immobilière), une filiale de promotion immobilière.
- 1974 : La création de France Cottages, qui deviendra France Construction en 1980, permet de développer des programmes de maisons individuelles groupées en village, en banlieue parisienne.
- 1979 : La société Bouygues rachète Bâtir, entreprise implantée dans le Nord de la France, spécialisée dans la construction de maisons individuelles. Olivier et Martin Bouygues fondent, à partir de Bâtir, la société Maison Bouygues (spécialisée dans la vente de maisons individuelles sur catalogue), auxquelles s'ajoutent en 1986 France Marianne destinée à une clientèle plus bourgeoise. L'entreprise adopte le slogan « la maison du maçon », permettant de masquer l’aspect industriel (caractéristique du leader dans le domaine, Maisons Phénix) derrière l’artisan[2].
- 1985 : Stim, Bâtir et France Construction deviennent les filiales d’un nouvel holding, Bouygues Immobilier.
- 1999 : Fusion de Stim, Bâtir et de France Construction, leurs activités sont regroupées sous la seule marque de Bouygues Immobilier.
- 2005 : Acquisition de la Société Lyonnaise de Construction.
- 2006 : Lancement de la filiale Maisons Elika (pour foyers à revenus modestes).
- 2015 : Lancement de BIRD, société de venture capital créée par un promoteur immobilier[3]. Inauguration du 1er espace Nextdoor à Issy-les-Moulineaux.
- 2016 : Lancement de Flexom, logements connectés et intelligents. Le Green Office ENJOY est le plus grand immeuble tertiaire à être labélisé BBCA en France[4].
- 2017 : Création d'une société commune détenue à parité avec AccorHotels pour développer Nextdoor en France et en Europe.
- 2019 : Livraison Green Office ENJOY.

En avril 2024, Bouygues Immobilier lance un plan social portant sur un quart de ses effectifs (225 emplois supprimés sur un effectif total de 1054 employés).

## Implantations

Siège social à Issy-les-Moulineaux

France et Europe: Espagne, Belgique, Allemagne, Portugal, Pologne; et dernièrement au Maroc.

## Activités
Réalisation et conduite de projet immobilier dans les domaines suivants :

### Logement
Réalisation d’appartements et de résidences individuelles (par lot de 10 ou plusieurs centaines). En 2017, réservation de plus de 15 199 logements en France et à l'international.
- L’Atria, à Bordeaux (Gironde), architecte Christian de Portzamparc (Prix régional du développement durable et Grand prix régional en 2008).
- Les Chais, à Bordeaux (Gironde)
- Les Docks, à Saint-Denis (Seine-Saint-Denis)
- Le Village, à Varsovie (Pologne)
- 2010 : L’ilot Vert, à Grenoble (Isère)
- 2011 : Valnaturéal, à Marseille (Bouches-du-Rhone)
- 2012 : Vert Eden, à Aix-en-Provence (Bouches-du-Rhone)
- 2015 : l’Avance à Montreuil (Seine-Saint-Denis)
- 2018 : Follement Gerland à Lyon (Rhône)
- 2019 : Sensations, premier immeuble de grand hauteur 100% bois, innovant et bas carbone à Strasbourg (Bas-Rhin)
- 2020 : D'une rive à l'autre à Neuilly-sur-Seine (Hauts-de-Seine)

### Immobilier d'entreprise et zones commerciales
En 10 ans, 1 800 000 m2 de bureaux et locaux d'activités ont été réalisés (près de 270 000 m2 livrés en 2009).

#### Bureau
- Eqwater (15 900 m2) : HQE, quartier Seine Ouest (Hauts-de-Seine)
- Immeuble IPSOS (16 000 m2) : Paris
- Galeo (23 700 m2) : siège de Bouygues Immobilier, Issy-les-Moulineaux (Hauts-de-Seine)
- Galiléo (17 850 m2) : siège de CGGVeritas, Massy (Essonne)
- Sequana (42 000 m2) :  HQE, siège Bouygues Telecom, Issy-les-Moulineaux (Hauts-de-Seine)
- Siège de Schneider Electric (35 000 m2) : Rueil-Malmaison (Hauts-de-Seine)
- Siège du Monde (18 118 m2) : Paris
- Technopôle Bouygues Telecom (53 000 m2) : Meudon (Hauts-de-Seine)
- Wood Parc (13 000 m2) :  HQE, Toulouse (Haute-Garonne)
- EOS (43 000 m2) :  HQE, siège de Microsoft, Issy-les-Moulineaux (Hauts-de-Seine)
- Farman (25 000 m2) :  HQE, Paris
- Tour Air² : La Défense (Hauts-de-Seine)
- Green Office : Énergie Positive (Bepos), Meudon (Hauts-de-Seine)
- Siège de La Banque postale : HQE, Paris
- Tour D² : HQE, La Défense (Hauts-de-Seine)
- Issy Grid : Le premier quartier à « énergie intelligente », qui a été développé au sein du quartier Seine Ouest à Issy-les-Moulineaux (Hauts-de-Seine), puis étendu au quartier d’Issy, sur une triple logique : consommer mieux, intégrer la production locale d’énergies renouvelables, optimiser la gestion de l’énergie avec un pilotage intelligent. Ipso Facto : HQE, Effinergie, Montrouge (Hauts-de-Seine)
- IntenCity : immeuble de bureaux, site tertiaire de Schneider Electric à Grenoble

### Commerces
- Parc commercial les Vignes (30 000 m2) : avec 12 000 panneaux photovoltaïques (soit la consommation annuelle de 3 500 habitants), Orange (Vaucluse)
- Centre commercial de Guimarães (120 000 m2) : Guimarães (Portugal)
- Centre commerçant de l'écoquartier Ginko à Bordeaux

### Aménagement urbain
- UrbanEra[8] : Une offre sur mesure au service des collectivités locales pour inventer des éco-quartiers durables :
- Vincennes Le Domaine (5 ha) : livrée en 2004, Bois de Vincennes (Val-de-Marne)
- Écoquartier Ginko (30 ha) : 2 550 logements, avec écoles, 25 000 m2 de bureaux et 30 000 m2 de commerces, Bordeaux (Gironde). Prix de la sobriété énergétique décerné par le Ministère de l’Écologie en 2009 et le Trophée de la Qualité Sociale et Economique par le SNAL6.
- Le Fort d’Issy : Eco-quartier, 1 538 logements (dont 329 logements sociaux et locatifs libres), 1 600 m2 de commerces, Issy-les-Moulineaux (Hauts-de-Seine)
- Corbeil - La Papeterie : 1 000 logements et deux résidences services pour étudiants et infirmières à Corbeil-Essonnes (Essonne)
- Nanterre Cœur Université : 497 logements, 2 immeubles de bureaux et une quarantaine de commerces représentant 76 000 m² à Nanterre

## Architecture
Bouygues Immobilier collabore sur certains projets avec des architectes de renommée, tels que Christian de Portzamparc, Christian Devillers, Jean-Michel Wilmotte, Arquitectonica, Henri Gaudin, Jean-Paul Viguier…
La société a déjà fait appel à des architectes du tremplin « Nouveaux Albums des Jeunes Architectes et Paysagistes », organisé par le ministère de la culture,.
Avec sa fondation d’entreprise, Bouygues Immobilier est aussi l’un des partenaires fondateurs (avec Le Moniteur et Vitra) de la  Cité de l'architecture et du patrimoine. Il est aussi partenaire fondateur de l’Observatoire de la ville.

## Activité de lobbying
Pour l'année 2020, Bouygues Immobilier déclare à la Haute Autorité pour la transparence de la vie publique exercer des activités de lobbying en France pour un montant qui n'excède pas 200 000 euros.